# Saalachtal
Als Saalachtal wird der Mittel- und obere Unterlauf der Saalach bezeichnet, eines Gebirgsflusses im Land Salzburg (Pinzgau, Flachgau) und im Süden Bayerns (Berchtesgadener Land). 

## Verlauf und Landschaft

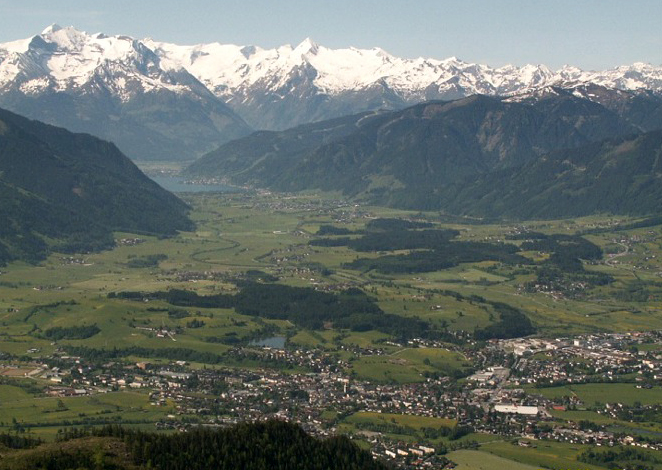
Saalfeldener Becken, im Hintergrund der Zeller See

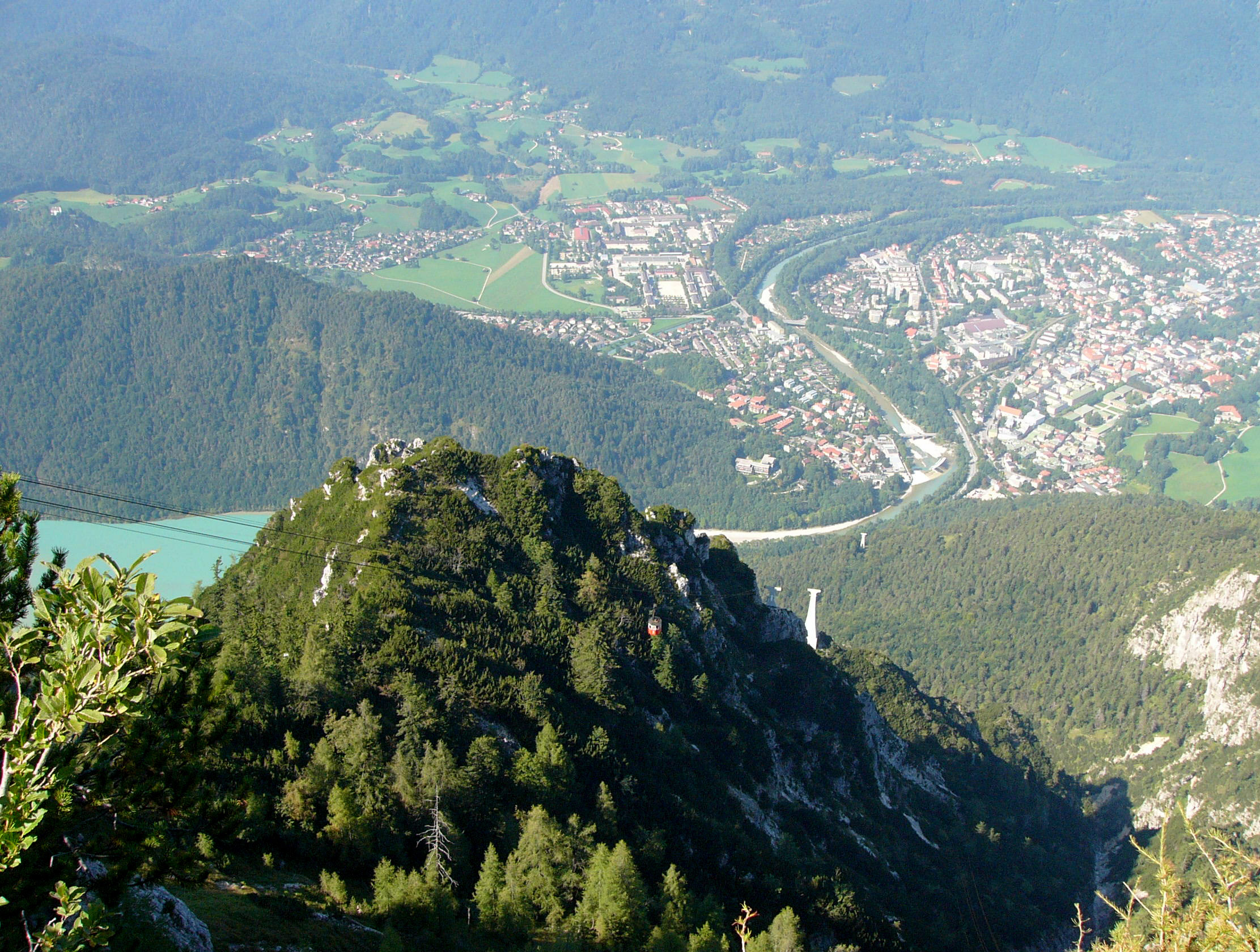
Saalach in Bad Reichenhall, links der Saalachsee

Das Haupttal ist etwa 70 km lang und beginnt nördlich des Zeller Sees und bildet die weite Talung des Saalfeldener Beckens, dem Kernraum des Saalachpinzgaus. Erst trennt es die Kitzbühler Alpen im Westen, aus denen die Saalach kommt, von den Salzburger Schieferalpen im Osten, dann die Loferer Steinberge und die Chiemgauer Alpen im Westen von den Berchtesgadener Alpen im Osten. Das zentrale Engtal umfasst Weißbach bei Lofer, St. Martin bei Lofer, Lofer und Unken. Bei Reichenhall und Großgmain weitet sich das Tal wieder zum Reichenhaller Becken und zwischen Freilassing und Salzburg endet das Tal, die Saalach durchfließt auf ihren letzten Kilometer die Ebene des Salzburg-Freilassinger Beckens. 
Der etwa 30 km lange Oberlauf der Saalach wird nicht als Saalachtal bezeichnet, sondern trägt den Namen Glemmtal, der Bereich der Quellbäche den Namen Hinterglemm.

## Geologie
Das Saalachtal wurde durch den Salzach-Saalach-Gletscher geformt. Auf seinem Rückzug hinterließ der Gletscher mächtige Moränenschotterflächen, die den Zeller See im Norden vor rund 10.000 Jahren bis kurz vor Saalfelden etwa zum Kühbichl (875 m) reichen ließen. In der Nacheiszeit floss die Saalach in den Zeller See und mit diesem nach Süden in die Salzach ab. Mit der Geschiebefracht aus dem Glemmtal, die zwischen Zeller See und Maishofen als Schotter abgelagert wurde, versperrte sich die Saalach selbst den Weg nach Süden und änderte ihre Fließrichtung auf Norden, in ihr heutiges Bett. Dies ist durch Fundamentgrabungen zwischen Atzing und Unterreit nachgewiesen worden.

## Verkehr und Nebentäler
Durch das Saalachtal führt die Pinzgauer Straße (B 311) von Zell am See bis kurz nach Lofer gefolgt von einem kurzen Stück der Loferer Straße (B 178) bis zur österreichisch-deutschen Staatsgrenze. In Bayern folgt die Bundesstraße 21 und ab Piding die Bundesstraße 20 dem Talverlauf. Dieser Straßenzug wird das Kleine Deutsche Eck genannt.
Neben dem Raum Salzburg am Unterlauf und der Talöffnung zum Zeller See (Mitterpinzgau, Zell am See) und oberem Salzachtal (Oberpinzgau) sind wichtigere Nebentäler des Saalachtales:
- im Saalfeldener Becken 
  - Leoganger Tal mit der Hochkönig Straße (B 164) nach Westen in den Tiroler Bezirk Kitzbühel
  - die Urslau mit der Hochkönig Straße (B 164) über Maria Alm–Dienten nach Bischofshofen
- Seisenbergklamm bei Weißbach bei Lofer (gegenüber die Lamprechtshöhle)
- Strubtal (Haselbach/Loferbach) zwischen Loferer Steinbergen und Loferer Alpe/Steinplatte bei Lofer mit Loferer Straße (B 178) nach St. Johann in Tirol
- Unkenbachtal beim Steinpass/Unken mit Übergang in das Heutal
- Innersbachklamm am Kniepass
- Weißbachtal bei Schneizlreuth mit der Bundesstraße 305 (Deutsche Alpenstraße) nach Inzell durch die östlichen Chiemgauer Alpen
- Schwarzbachtal, zwischen Reiter Alpe und Lattengebirge über Schwarzbachwachtsattel in die  Berchtesgadener Ramsau (Deutsche Alpenstraße)
- Weißbachtal bei Bad Reichenhall, zwischen Lattengebirge und Untersbergmassiv in die Berchtesgadener Bischofswiesen

Es gibt keine durchgängige Zugverbindung durch das Saalachtal.  
Die Salzburg-Tiroler-Bahn verbindet Zell am See mit Saalfelden und die Berchtesgadener Land Bahn die Städte Bad Reichenhall und Freilassing.
Eine der beiden Varianten des Tauernradweges führt durch das Saalachtal.